# آرئویک آودالبگیان
آرئویک تادئوسی آودالبگیان (ارمنی: Արևիկ Թադևոսի Ավդալբեգյան؛  زادهٔ ۱۳ دسامبر ۱۹۲۲ - درگذشته ۱۵ مهٔ ۲۰۲۰) موسیقی‌دان، نوازنده پیانو کارشناس علوم پرورشی اهل ارمنستان بود.

## زندگی‌نامه
وی در ۱۳ دسامبر ۱۹۲۲ در ایروان به دنیا آمد و از کنسرواتوار دولتی کومیتاس ایروان و کنسرواتوار دولتی چایکوفسکی مسکو فارغ‌التحصیل گشت. همچنین برندهٔ جوایزی همچون هنرمند شایسته ارمنستان شوروی (۱۹۵۵) شده است. وی در ۱۵ مهٔ ۲۰۲۰ در سن ۹۷ سالگی در آلساندریا درگذشت.